# Revolution der Jugend (1933)
Revolution der Jugend ist ein US-amerikanisches Kriminaldrama aus dem Jahr 1933 von Cecil B. DeMille mit Richard Cromwell, Judith Allen und Charles Bickford in den Hauptrollen. Der Pre-Code-Film wurde von Paramount Pictures produziert.

## Handlung
Studenten der ganzheitlichen North High School werden gewählt, vorübergehend die städtischen Ämter des Bezirksstaatsanwalts, des Richters und des Polizeichefs zu bekleiden. Ausgewählt werden die Studenten Steve Smith, Gus Ruffo und Billy Anderson.
Nachdem sich der jüdische Schneider Herman Farbstein weigert, Louis Garrett Schutzgeld zu zahlen, lässt Garrett Farbsteins Geschäft durch eine Bombe zerstören. Der Schneider überlebt die Explosion, wird später jedoch von Garrett ermordet, nachdem er sich erneut weigert zu zahlen. Garrett wird wegen Mordes freigesprochen, weil er ein perfektes Alibi hat. Steve, der während des Prozesses als Staatsanwalt fungiert hatte, ist betroffen, weil es ihm nicht gelang, Garretts Schuld zu beweisen. Billy, Gus und Sam Weber beschließen, selbst Nachforschungen anzustellen und entdecken am Tatort einen Teil eines Manschettenknopfs. Sie brechen in Garretts Schlafzimmer ein, aber Garrett erhält einen Hinweis von Morry Dover, einem Studenten, der mit Steve um die Zuneigung von Gay Merrick konkurriert. In Garretts Club stellt Dover ihr Toledo vor, Garretts Schläger. Garrett erschießt Billy und beschuldigt Gus des Mordes und Raubes. Zur gleichen Zeit muss sich Gay Toledos Annäherungsversuchen erwehren.
Nach Billys Beerdigung beschuldigt Steve Gay, Dover von dem Plan erzählt zu haben, in Garretts Wohnung einzubrechen. Er versammelt alle Vorsitzenden der Schülerschaft der benachbarten High Schools und stellt einen Plan zur Verhaftung von Garrett auf. Mit Hilfe von Hunderten von Studenten nimmt Steve Garrett gefangen und bringt ihn zu einem geheimen Prozess in eine örtliche Ziegelei. Nachdem die Studenten ihn über einer mit Ratten gefüllten Grube aufgehängt haben, legt Garrett ein Geständnis ab. Die Studenten führen ihn mit Unterstützung der Polizei zum Rathaus, um das Geständnis vor Zeugen wiederholen zu lassen. Unterdessen verlässt der eigentliche Drahtzieher hinter Garretts Schutzgelderpressungen die Stadt. Nachdem sie Toledo entkommen ist, erscheint Gay, um Garretts Verhaftung mitzuerleben. Garrett unterschreibt das Geständnis, Gus wird freigelassen. Steve, Gay und Dover sitzen in einem Auto, das Gay sich vorübergehend geliehen hat, um dorthin zu gelangen, und hören sich eine Radiosendung über sich selbst an, bis ein Polizist sie wegen Autodiebstahls festnimmt.

## Hintergrund
Gedreht wurde der Film vom 17. Mai bis zum 2. Juni 1932 in den Paramount-Studios in Hollywood.
In Produktionsunteelagen von Paramount wurde Bartlett Cormack als Autor der Originalgeschichte „Boys in Office“, auf der dieser Film basiert, genannt. In seiner Autobiografie gab Cecil B. DeMille jedoch Sam Mintz als Autor der Geschichte an, aus der Bartlett Cormack ein Szenario schrieb.
Das Drehbuch wurde am 10. Mai 1933 der AMPP (Association of Motion Picture Producers)  zur Genehmigung vorgelegt. Die AMPP antwortete mit einem Brief an den Paramount-Produzenten A. M. Botsford, in dem sie auf „drei Hauptprobleme“ hinwies. Als Hauptprobleme wurden zum einen das In-Frage-Stellen von etabliertem Recht und Ordnung durch Richter Maguire angesehen. Auch eine mögliche Aufforderung zur offenen Revolte und eine Ermutigung für Oberstufenschüler, alle Grundsätze offizieller Autoritäten zu missachten und zu versuchen, die Regierung mit gewaltsamen Mitteln zu vereinnahmen, wurde als mögliches Problem dargestellt. Die Verwendung der Rattengrube als Mittel, dem Gangster Geständnisse abzuzwingen, erschien ebenfalls als problematisch.
Im Juli 1933 wurde der Film der AMPP in einer Preview gezeigt. In einem Brief an Paramount hieß es: „Nach Durchsicht des Filmes scheint es uns, dass Herr De Mille diese schwierigen Elemente mit Geschick und Diskretion gehandhabt hat. Bei der Vorschau haben wir einige kleinere Punkte bemerkt, die zu Zensurschwierigkeiten führen könnten, und haben dem Studio ausführlich darüber geschrieben. Wir glauben nicht, dass dies in irgendeiner Weise als Angriff auf die etablierte Autorität oder als Darstellung von Lynchjustiz interpretiert wird, insofern das Studio jederzeit darauf geachtet hat, die Jungen so darzustellen, als ob sie unter Kontrolle stünden und in Harmonie mit der Polizei arbeiteten, nachdem sie vom Sheriff zu Sonderbeauftragten ernannt wurden. Darüber hinaus werden am Ende des Films der Bürgermeister der Richter und der Bezirksstaatsanwalt so dargestellt, als seien sie von den Taten der Jungen überzeugt und sympathisieren mit ihnen. Wir glauben, dass die Geschichte auf dieser Grundlage gerechtfertigt werden kann, sollte sich dazu eine Notwendigkeit ergeben.“
1935 wurde berichtet, dass der Autor James O’Hanlon Paramount und den Autor Dave Lewis wegen Plagiats verklagte. Er behauptete, dass seine Geschichte „Rough on Rats“ ohne seine Erlaubnis für den Film verwendet worden sei. Der Ausgang der Klage ist unbekannt.
Roland Anderson und Hans Dreier oblag die künstlerische Leitung. Milo Anderson war für das Kostümbild zuständig. Farciot Edouart und Gordon Jennings schufen die visuellen Effekte. Harry Hallenberger und William C. Mellor arbeiteten als Kameraführer.
Don Barry gab sein Filmdebüt.

## Veröffentlichung
Die Premiere des Films fand am 25. August 1933 statt. 1934 erschien der Film unter dem Titel Die eiserne Faust in österreichischen Kinos.

## Kritiken
Die Variety sah die unwahrscheinliche und fantastische Geschichte skeptisch. Durch DeMille bekomme sie aber mehr als die übliche Anziehungskraft.
Cam Tolten konnte für die Toronto Film Society eine Kritik des Magazins The Nation Motion Picture Herald zitieren. Laut des Magazins sei der Film zweifellos sensationell und mutig. Sein größter Schsuwert bestehe darin, dass er mit jener Kraft ausgestattet sei, die emotionale Hysterie hervorrufe. Es sei nicht anmutig, es sei absolut realistisch bis ins letzte Detail. Zweifellos werde er aufgrund der Art und Weise, wie er Oberstufenschüler mit dem Thema verbinde, Kontroversen auslösen.